# Sacculina irrorata
Sacculina irrorata is een krabbezakjessoort uit de familie van de Sacculinidae. De wetenschappelijke naam van de soort is voor het eerst geldig gepubliceerd in 1934 door Boschma.